# Сан Франческо (Месина)
Сан Франческо је насеље у Италији у округу Месина, региону Сицилија.
Према процени из 2011. у насељу је живело 204 становника. Насеље се налази на надморској висини од 271 м.